# 海东日报
《海东日报》是中华人民共和国青海省海东市的一份报纸，也是中共海东市委机关报，创刊于1987年10月。

## 历史
1987年10月，《海东报》创刊。2004年10月，更名为《西海农民报》，由中共海东地委和青海日报共同管理。2012年1月，上线手机版，命名为《西海农民报手机报》。2012年3月9日，改名为《海东时报》，手机版更名为《海东手机报》。2020年9月28日，更名为《海东日报》。